# Transferências incondicionais de dinheiro
Os programas de transferência incondicional de renda (em inglês, unconditional cash transfer, UCT) têm como objetivo reduzir a pobreza ao oferecer programas de bem-estar sem quaisquer condições às ações dos destinatários. Isso os diferencia das transferências condicionais de dinheiro, em que o governo (ou uma instituição de caridade) apenas transfere o dinheiro para pessoas que atendem a determinados critérios. As transferências monetárias incondicionais desenvolveram-se com base na premissa de que dar dinheiro aos cidadãos lhes permite ter autonomia sobre suas próprias vidas.

## Tipos
As transferências de dinheiro incondicional podem diferir em vários aspectos:
- Elas podem ser únicas ou recorrentes: Transferências de dinheiro não condicionais únicas envolvem uma transferência única ou uma transferência durante um curto período de tempo, com o objetivo de fornecer às pessoas dinheiro que elas podem usar para despesas de longo prazo. Por outro lado, as transferências de dinheiro contínuas ou recorrentes oferecem uma pequena quantia de dinheiro periodicamente, permitindo que as pessoas economizem mais ou gastem mais. Geralmente, as transferências de dinheiro incondicionais costumam ser pontuais.
- Elas poderiam ser dirigidas a pessoas de baixa renda em termos de individual / domiciliar ou dadas a todos os indivíduos / domicílios em uma determinada área.
- Eles poderiam ser distribuídas para aldeias de baixa renda ou aplicadas a todas as aldeias de um determinado distrito ou região.
- A doação pode ser feita no nível individual ou familiar, e seu valor pode ser fixo ou variável com base no tamanho da família.

## Programas e organizações envolvidas

### GiveDirectly
A maior organização dedicada exclusivamente a transferências de dinheiro é a GiveDirectly . A GiveDirectly foi fundada por estudantes de graduação em economia em Cambridge, Massachusetts, com duas inspirações principais: a crescente evidência de que as transferências de dinheiro poderiam funcionar e o crescimento da tecnologia de transferência de dinheiro barata e confiável.     As operações da GiveDirectly foram inicialmente limitadas ao Quênia, onde o sistema de transferência de dinheiro m-Pesa está bem estabelecido. Em novembro de 2013, a organização se expandiu para Uganda .
A avaliadora de caridade GiveWell notou pela primeira vez a GiveDirectly em julho de 2011, nomeou-a como uma instituição de caridade de destaque em novembro de 2011 e deu a ela o status de instituição de caridade superior a partir de novembro de 2012. A GiveDirectly foi uma instituição de caridade da GiveWell nos anos de 2012, 2013, 2014 e 2015. Em grande parte como resultado da recomendação da GiveWell, a Good Ventures, a fundação privada do cofundador do Facebook Dustin Moskovitz e sua esposa Cari Tuna, que trabalha em estreita colaboração com a GiveWell, doou mais de $ 40 milhões para a GiveDirectly (em prêmios de $ 7 milhões, $ 5 milhões, $ 25 milhões e $ 9,8 milhões).
Uma avaliação de impacto do programa de transferência de dinheiro da GiveDirectly foi conduzida em colaboração com a ONG, com o documento de trabalho lançado em outubro de 2013. O estudo atraiu comentários do economista do Banco Mundial David McKenzie . Ele elogiou a robustez do desenho do estudo e a divulgação clara do conflito de interesses do líder do estudo, mas levantou duas questões:
- O uso de autoavaliação tornou os resultados difíceis de interpretar e confiar (sendo esta uma característica de qualquer estudo que tentou medir o consumo).
- A subdivisão da amostra em tantos grupos diferentes significava que havia menos poder estatístico que poderia ser usado para decidir claramente qual grupo teve melhores resultados.

Chris Blattman, um blogueiro e acadêmico proeminente na área de economia do desenvolvimento, com foco particular em ensaios clínicos randomizados, também postou o estudo no blog. Ele expressou duas reservas principais:
- O efeito da expectativa do observador, em que as pessoas que estão sendo questionadas podem ser sutilmente influenciadas em suas respostas pelas expectativas do experimentador.
- A falta de efeitos positivos claros sobre os resultados de longo prazo, bem como a falta de aumento dos gastos com saúde e educação.

### Cash Learning Partnership
A Cash Learning Partnership (CaLP) é uma parceria de mais de 150 organizações e mais de 5.000 indivíduos no setor humanitário, onde eles reúnem conhecimentos e experiência em torno das transferências de dinheiro e seus efeitos. Seu site inclui uma série de estudos sobre transferências de dinheiro incondicionais, com foco particular em transferências de dinheiro feitas após desastres naturais. Exemplos importantes incluem:
- Programa de Respostas Alternativas do UNICEF para Comunidades em Crise, a maior parceria humanitária multi-propósito para transferência incondicional de dinheiro na República Democrática do Congo .[13]
- Transferências de dinheiro incondicionais para reduzir a insegurança alimentar das famílias deslocadas e para ajudar no repatriamento no Níger após uma crise alimentar.[14]
- Transferências de dinheiro incondicional para socorro e recuperação em Rizal e Laguna nas Filipinas, após o tufão Ketsana .[15]

A Rede de Ação de Aprendizagem por Transferência Eletrônica de Dinheiro (ELAN) dentro do CaLP também trabalhou com o Mercy Corps e o Grupo de Política Humanitária (HPG) em estudos de caso para projetos de transferência eletrônica humanitária na Etiópia, Zimbábue e Bangladesh. Esses estudos de caso examinam até que ponto:
- os destinatários usaram serviços financeiros digitais (por exemplo, transferências de dinheiro, poupança, crédito, compras) por meio de dinheiro móvel;
- os fatores que afetaram a aceitação dos destinatários desses serviços financeiros; e
- considerações para futuros programas humanitários com o objetivo de aumentar o uso de serviços financeiros digitais entre os destinatários.[16][17]

Uma postagem no blog de Vishnu Prasad para o Instituto de Gestão Financeira e Pesquisa resumiu as pesquisas existentes sobre transferências de dinheiro incondicionais, citando estudos em torno dos seguintes programas:
- South African Old Age Pension Scheme, um esquema de transferência de dinheiro incondicional testado para recursos na África do Sul para mulheres com mais de 60 anos e homens com mais de 65 anos.
- Bono de Desarollo Humano, um esquema de transferência de dinheiro incondicional no Equador
- O subsídio infantil incondicional da África do Sul

## Recepção
Jeremy Shapiro, um cofundador da GiveDirectly e a pessoa que publicou a avaliação de impacto da GiveDirectly, defendeu o uso de transferências de dinheiro (e mais especificamente, transferências de dinheiro incondicionais) como uma referência contra a qual outras intervenções de desenvolvimento devem ser avaliadas, devido à simplicidade e escalabilidade de transferências de dinheiro.
Outros que também endossaram a ideia de usar transferências de dinheiro como referência, citando GiveDirectly, incluem Innovations for Poverty Action  e GiveWell .

### Discussão na mídia
Desde 2012, vários artigos na mídia discutem as transferências de dinheiro, geralmente no contexto de reportagens na GiveDirectly. Isso inclui cobertura no New York Times, The Economist, o podcast de rádio Freakonomics  e Forbes .

## Avaliações do impacto da intervenção
Uma equipe da Colaboração Cochrane, incluindo pesquisadores da Cornell University, Harvard University e das Universidades de Bremen e Otago, conduziu a primeira revisão sistemática abrangente do impacto na saúde das transferências de dinheiro incondicional. A revisão de 21 estudos, incluindo 16 ensaios clínicos randomizados, descobriu que as transferências de dinheiro não condicionais podem não melhorar o uso dos serviços de saúde. No entanto, eles levam a uma grande redução clinicamente significativa na probabilidade de ficar doente em cerca de 27%. Transferências de dinheiro incondicional também podem melhorar a segurança alimentar e a diversidade alimentar. As crianças de famílias beneficiárias têm maior probabilidade de frequentar a escola e as transferências de dinheiro podem aumentar o dinheiro gasto em cuidados de saúde.